# GV Subsilvania Sarnen
Die Subsilvania ist eine Gymnasiale Studentenverbindung und die Sarner Sektion des Schweizerischen Studentenvereins an der Kantonsschule Obwalden in Sarnen. Sie trägt die Farben Rot-Weiss-Grün.

## Geschichte

### Gründung 1860
Im Schuljahr 1859/60 sammelten sich in Sarnen einige Schüler, welche eine Sektion des Schweizerischen Studentenvereins zu gründen wünschten, und organisierten sich in einem literarischen Verein namens „Ens“. Am 30. Juni 1860 gab der Rektor die Erlaubnis zur Gründung einer Sektion, und am 2. Juli 1860 konnte die Sektion Sarnen mit neuen Schülern offiziell konstituiert werden.

### Die Zeit bis 1887
Durch die beiden Mitglieder Alois Lochmann und Theodor Wirz konnten die ersten Jahre glücklich überstanden werden.
Nach einer unfreiwilligen Suspendierung in den Jahren 1872/73, sowie 1874/75, blühte das Sektionsleben immer stärker auf. Am 29. Juli 1876 durfte die erste Fahne geweiht werden, und bereits am 20. Juli 1882 konnte sie durch das zweite Banner abgelöst werden. Durch die Unterstützung durch den Rektor, den Präfekten und den anderen Professoren war das Verhältnis zur Schule sehr positiv bestimmt.

### Die Jahrhundertwende
Die Sektion, welche bisher noch keinen eigenen Namen besass, wählte 1887, aus Anlass über die 400. Jahrfeier des Heiligen Bruder Klaus, den Namen „Subsilvania“ (Lateinisch für Unterwalden). Durch zahlreiche wissenschaftliche Abhandlungen geachtet, wurde die Subsilvania 1890 durch den Centralpräsidenten Anton Augustin mit folgenden Worten geehrt: „Die Gymnasialsektionen haben ein Ideal, nämlich die Sektion Subsilvania“.
In die Zeit der 1890er Jahre fallen auch die Bemühungen, der Sektion einen akademischeren Anstrich zu geben, etwa durch die Einführung eines Comments, und der Anschaffung der Chargierfläuse.
Am 28. Mai 1903 konnte die dritte Fahne geweiht werden, und im Mai 1909 konnte, freilich ein Jahr zu früh, das 50. Jahr-Jubiläum der Subsilvania durchgeführt werden.

### Die Krisenjahre
Die Zeit zwischen 1910 und 1920 war eine der schwierigsten, welche die Sektion zu bestehen hatte. Durch sture Commentschinderei und zu starker Veräusserlichung wurden einige Seiten, welche die Subsilvania bis anhin gepflegt hatte, stark vernachlässigt. Nach Kriegsausbruch geriet die Subsilvania in eine Krise. Einerseits war fast die Hälfte der Aktiven im Militärdienst, andererseits brach in der Aktivitas betreffend den notwendigen Reformfragen ein grosser Streit aus. Als Folge wurde die Subsilvania 1915 zwangsweise vom Rektor und dem Centralpräsidenten suspendiert.
1916 wurde die Suspendierung aufgehoben, weshalb die Aktivitas einen neuerlichen Versuch wagen durfte.

### Das 20. Jahrhundert
Ab 1920 war die Subsilvania wieder auf dem Stand aus der Zeit vor dem Krieg. Am 3./4. Juni 1928 konnte die vierte Fahne eingeweiht werden, und 1935 wurde das 75. Stiftungsfest gefeiert.
Aber auch in dieser Zeit kam plötzlich ein Weltkrieg dazwischen. 1939 mussten die meisten Aktiven ihre rote mit der feldgrauen Mütze tauschen. Dennoch konnte das Aktivenleben auch in dieser schweren Zeit stets hochgehalten werden. Der soziale Gedanke rückte in den Vordergrund, und es konnten zahlreiche arme Familien besucht und beschenkt werden. 1945 entwickelte sich dann aus der „ersten Friedensweihnachtsfeier“ die jährliche Weihnachtsfeier, die 1958 in Adventsfeier umbenannt wurde.
Um auch den schwer getroffenen, ausländischen Korporationen zu helfen, übernahm die Subsilvania die Patenschaft über die heute noch bestehende K.T.St.V Alemannia zu Innsbruck. Am 1. Juni 1947, eine Woche nach der Heiligsprechung des Vereinspatrons Bruder Klaus, konnte schliesslich das fünfte Banner geweiht werden.
In den 1950er Jahren rückte das sportliche und soziale Engagement in den Vordergrund. Zusammen mit der Angelomontana und der Struthonia wurde 1953 in Engeberg ein Skitreffen durchgeführt, und 1959 fand ein grosses Handballturnier statt.
Alljährlich wurden auch im Waisenhaus Sarnen eine St. Nikolausbescherung organisiert, und 1959 hielt die Subsilvania ein Ferienlager für arme Stadtkinder ab.
Im selben Jahr durften die Subsilvaner die Wahl ihres Ehrenphilisters Ludwig von Moos in den Bundesrat feiern, nicht zuletzt unter der Teilnahme ihres aktiven Burschen Flavio Cotti, welcher später selber dieses Amt erringen sollte.
Mit 59 Mitgliedern konnte die Subsilvania 1960 in ihr zweites Jahrhundert starten. Die Mitgliederzahl bewegte sich auch nach den Studentenunruhen 1968 auf einem sehr hohen Niveau, im Gegensatz zu den meisten anderen Sektionen des Schweizerischen Studentenvereins.
Doch langsam drangen auch von aussen Veränderungen in die Subsilvania. Die Rolle des Internats wurde in den 1970er Jahren langsam kleiner. Zunächst gelang es der Subsilvania noch, einen grösseren Teil der Kandidaten um 1980 unter den Aktiven zu finden. Doch innerhalb weniger Jahre brach diese Zahl ein. Die veränderten Zeiten hatten der traditionsreichen Subsilvania zu stark zugesetzt, als dass sie unter diesen Voraussetzungen längere Zeit bestehen konnte.

### Sistierung und Neuaufbruch
Mit der Schliessung des Internat im Jahr 2000 schloss auch der letzte Aktive seine Matura ab. In den folgenden Jahren blieb es still um die Sarner Sektion. Dank engagierter Werbung konnten im Sommer 2006 neue Interessenten für den Schweizerischen Studentenverein an der Kantonsschule Sarnen geworben werden. Am 17. November 2006 fand die Reaktivierung der Subsilvania statt.

## Berühmte Mitglieder
In den letzten eineinhalb Jahrhunderten nahm die Subsilvania durch ihre Mitglieder eine führende Rolle in der Schweizer Politik, namentlich innerhalb der Christlichdemokratischen Volkspartei ein. Stellvertretend sind zu nennen:
- Theodor Wirz (1842–1901), Fraktionspräsident der CVP Schweiz 1885–1892, Ständeratspräsident der Eidgenossenschaft 1884/85.
- Adalbert Wirz (1848–1925), Fraktionspräsident der CVP Schweiz 1911–1914, Gründungspräsident der CVP Schweiz 1912–1917, Ständeratspräsident der Eidgenossenschaft 1906/07.
- Walter Amstalden (1883–1966), Ständeratspräsident der Eidgenossenschaft 1935/36.
- Jakob Strebel (1887–1965), Präsident des Bundesgerichts und Nationalrat.
- Ludwig von Moos (1910–1990), Bundesrat der Eidgenossenschaft von 1960 bis 1971.
- Jost Dillier (1921–2016), Ständeratspräsident der Eidgenossenschaft 1981/82.
- Flavio Cotti (1939–2020), Präsident der CVP 1984–1986, Bundesrat der Eidgenossenschaft von 1986 bis 1999.
- Niklaus Küchler (geb. 1941), Ständeratspräsident der Eidgenossenschaft 1994/95.